# Joe Simpson

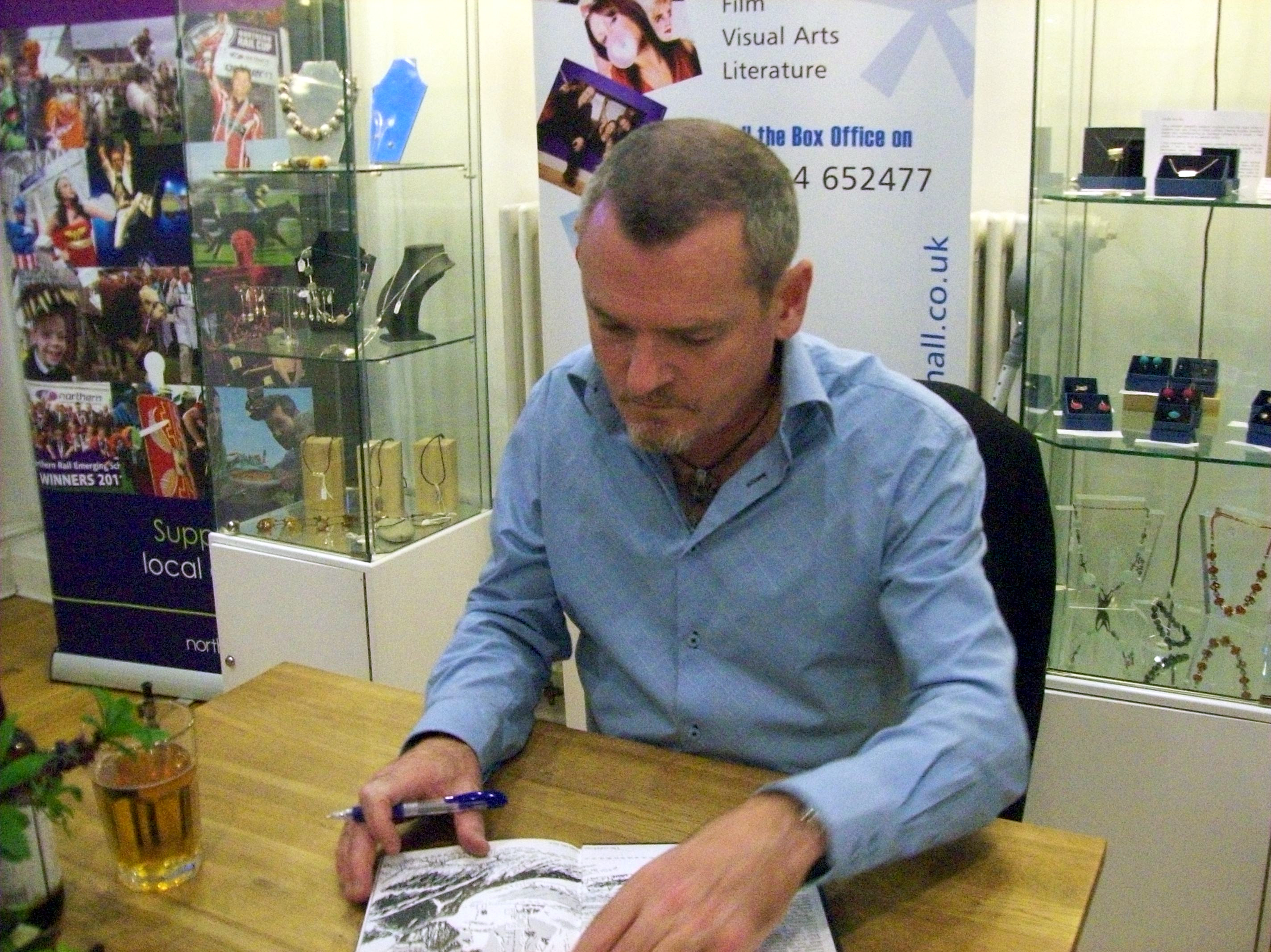
Simpson met zijn boek Touching the Void, 2013

Joe Simpson (13 augustus 1960) is een Britse alpinist en auteur.
Hij is vooral bekend door zijn boek Over de rand (winnaar van de Boardman Tasker Prize for Mountain Literature) uit 1988 en de verfilming van dit boek in 2003. Het verhaal gaat over de beklimming van de Siula Grande in de Peruaanse Andes in 1985, samen met Simon Yates. Bij de afdaling brak Simpson zijn been op een hoogte boven de 5000m. In het boek beschrijft hij de overlevingstocht die hierop volgde. Het boek is onder klimmers een klassieker geworden.